# 尼哈吉要塞

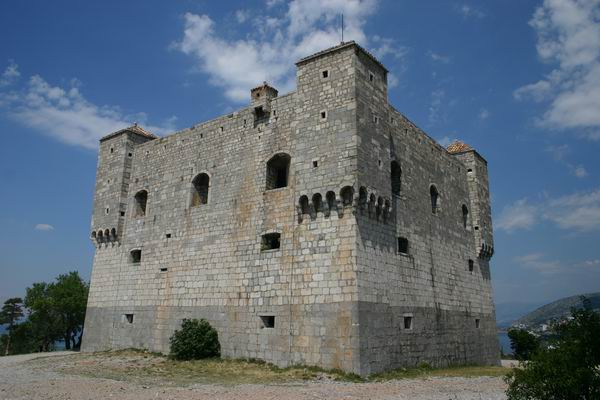

尼哈吉要塞是克羅埃西亞的一座要塞，位於塞尼的尼哈吉丘。這座要塞由Ivan Lenković修建，在1558年竣工。

## 外部連結
- The official web-site of the Nehaj Fortress 的存檔，存档日期2008-03-03.